# Blueberry
Pour les articles homonymes, voir Blueberry (homonymie).
Blueberry (/ˈbluˌbɛɹi/,,) est une série de bande dessinée de western franco-belge, créée par le Belge Jean-Michel Charlier (scénario) et le Français Jean Giraud (dessin), poursuivie par Jean Giraud seul après la mort de Jean-Michel Charlier en 1989, publiée dans le périodique Pilote de 1963 à 1973, puis dans d'autres périodiques (Tintin, Métal hurlant, Super As, L'Écho des savanes, Spirou et BoDoï) jusqu'en 1999, et éditée en albums de 1965 à 2005.

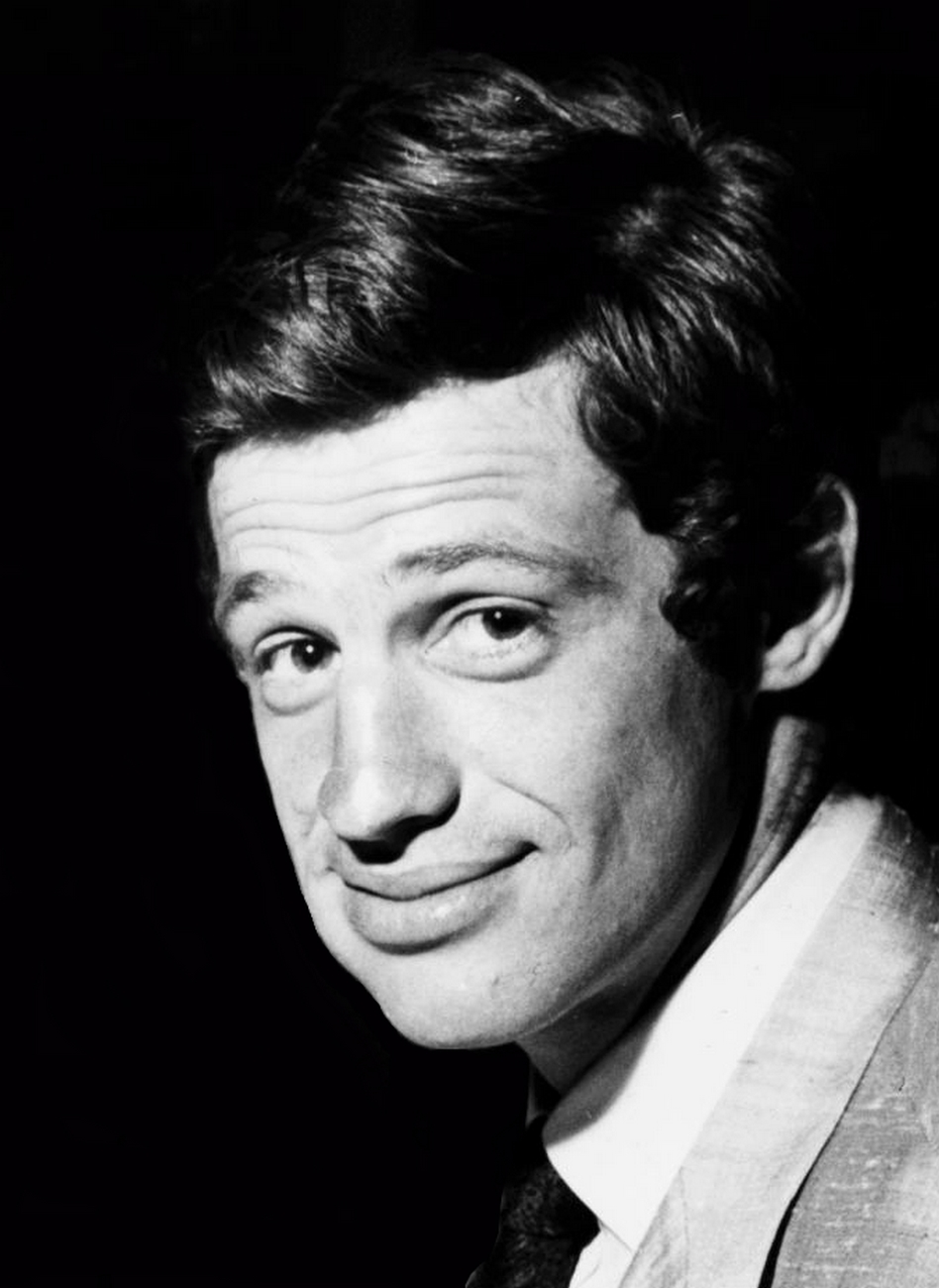
Jean-Paul Belmondo (ici en 1960) a d'abord inspiré le dessinateur.

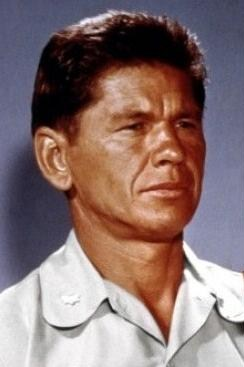
Charles Bronson (ici en 1961) a aussi inspiré le dessinateur.

La série connaît deux séries parallèles, La Jeunesse de Blueberry, créée par Jean-Michel Charlier et Jean Giraud, poursuivie par François Corteggiani (scénario) et Colin Wilson, puis Michel Blanc-Dumont (dessin), éditée en albums de 1975 à 2015, et Marshall Blueberry créée par Jean Giraud (scénario) et William Vance, puis Michel Rouge (dessin), éditée en albums de 1991 à 2000.
La série principale et ses dérivées sont éditées en albums principalement par les éditions Dargaud.
En 2019, Dargaud édite le premier volume d'un diptyque réalisé par Joann Sfar et Christophe Blain.
La série met en scène un officier de l'armée américaine, Mike S. Blueberry, après la guerre de Sécession. Tout d'abord membre de la garnison de Fort Navajo, il participe aux guerres indiennes puis à la construction du chemin de fer transcontinental. Revenu à la vie civile, il est mêlé à un complot visant à assassiner le président des États-Unis, Ulysses S. Grant. Accusé et déjà condamné à tort pour une autre affaire, il devient un hors-la-loi et se cache un temps parmi les tribus indiennes avant de parvenir à obtenir sa réhabilitation et devenir joueur de poker dans la ville de Tombstone où il est mêlé à la fusillade d'OK Corral. La série La Jeunesse de Blueberry raconte les aventures du jeune Mike Donovan, devenant lieutenant de l'armée de l'Union pendant la guerre de sécession et changeant son nom en « Mike Steve Blueberry ».

## Description

### Résumé

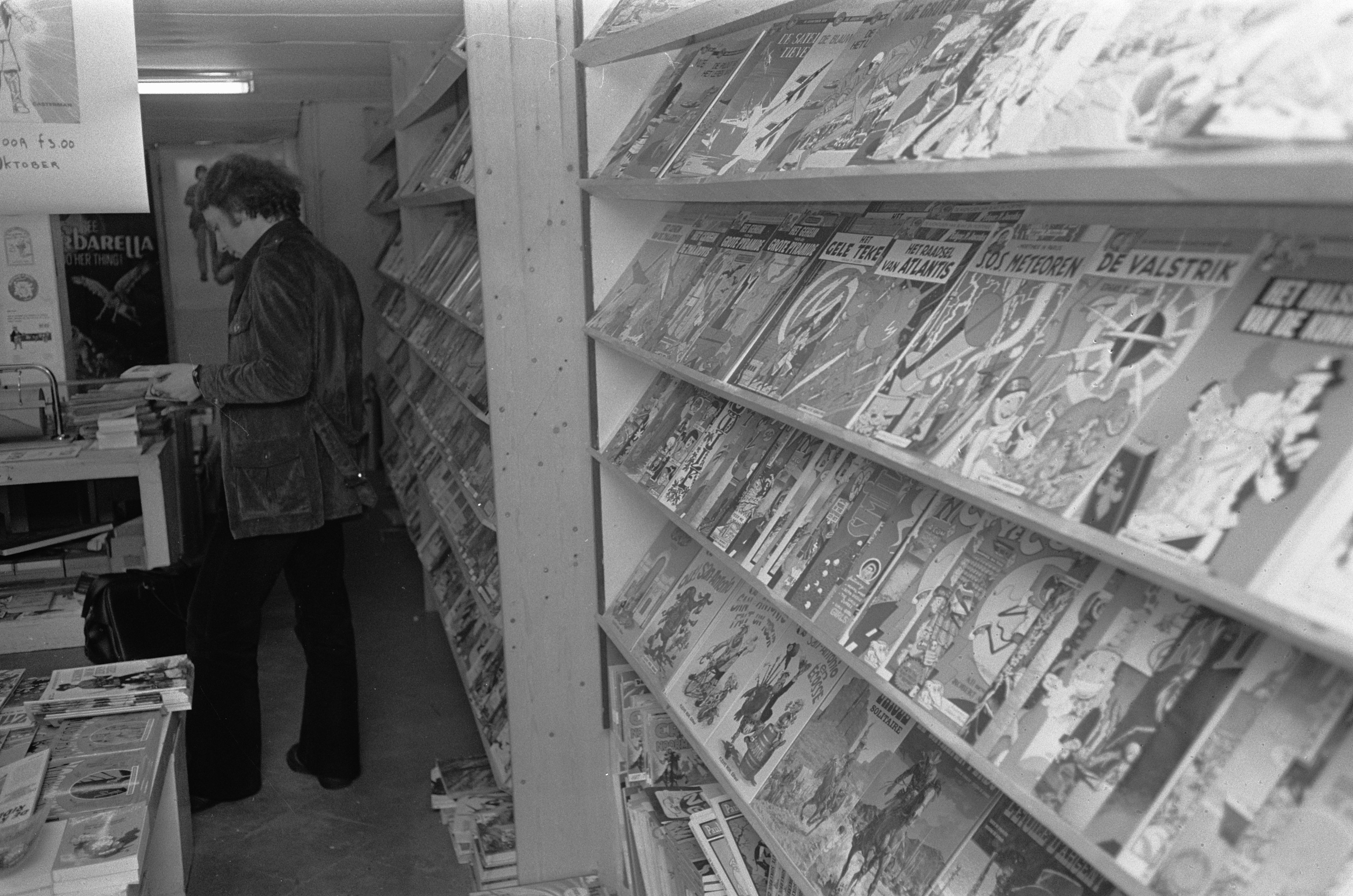
Librairie Lambiek à Amsterdam en 1973 avec des albums de Blake et Mortimer (milieu), de Buck Danny (haut), de Blueberry (bas), de Barbarella (affiche en arrière-plan) etc

La série relate les aventures de Mike Steve Donovan, devenu Mike S. Blueberry, lieutenant au sein de la cavalerie des États-Unis, dans l'Ouest américain de la seconde moitié du XIXe siècle. Initialement issu d'une riche famille sudiste et esclavagiste, Mike, à l'issue d'un coup monté, doit prendre la fuite pour éviter une accusation de meurtre et incendie. Il quitte sa famille et Harriet, sa fiancée, et cherche à rejoindre les lignes nordistes pour échapper à la justice sudiste. Surpris par une patrouille yankee qui lui demande son identité et en manque d'inspiration, son regard se pose sur un buisson de myrtilles (« blueberry » en anglais). Il sera donc désormais connu en tant que soldat yankee Blueberry (Jeunesse t1/p13). Le personnage est né. Il sera promu lieutenant et deviendra le « Lieutenant Blueberry » à la fin du tome 3 (« Cavalier bleu ») après avoir sauvé le général Dodge. 
C'est d'ailleurs le général Dodge qui, dans ce même album, le prenant pour un traître, lui cassera le nez d'un coup de béquille. On a donc le personnage final à la fin de ce tome 3, lieutenant yankee et nez-cassé. 
Les histoires ont souvent pour toile de fond des faits réels (les guerres indiennes, la construction du chemin de fer transcontinental, la fusillade d'O.K. Corral...) et mettent en scène certains personnages tout aussi réels (des chefs indiens tels Cochise, Geronimo ou Sitting Bull, quelques héros pittoresques du Far West comme Wild Bill Hickok ou Wyatt Earp, ou encore des militaires américains tels les généraux Crook et Dodge) mais l'imagination du scénariste entraîne rapidement ses personnages sur des terrains assez éloignés de la réalité historique. 
Au bout d'une quinzaine d'albums de la série principale, Blueberry n'est plus lieutenant : exclu de l'armée, il devient simplement « Mister Blueberry » et poursuit ses aventures dans le civil. À plusieurs reprises déjà, même à l'époque où il conservait son rang d'officier, des scénarios l'avaient entraîné loin des camps militaires, notamment en lui faisant endosser l'étoile de shérif (marshal).

### Personnages

#### Mike Steve Blueberry
Lieutenant de cavalerie ou pas, Mike Blueberry est très éloigné des stéréotypes du héros de western traditionnel (surtout à l'époque de sa création, le début des années 1960). Dès le premier album, il apparaît débraillé et trichant au poker. Buveur, joueur, tricheur, indiscipliné, bagarreur, rouspéteur, insolent… Tête brûlée, toujours décontracté, volontiers cynique, souvent hirsute et mal rasé, Blueberry n'en reste pas moins un héros : il ignore la peur, il fait passer l'honneur, l'amitié, le respect de la parole donnée avant tout, il risque sa vie sans sourciller pour défendre les bonnes causes.
Une des particularités de la série est que le physique du héros (comme d'ailleurs sa psychologie), évolue au fil des albums. À l'origine, le dessinateur s'était inspiré de Jean-Paul Belmondo pour son visage,, puis il emprunte des caractéristiques à des personnalités aussi variées que Charles Bronson, Clint Eastwood, Arnold Schwarzenegger, Vincent Cassel ou encore Keith Richards,.

#### Les alliés

##### Jimmy Mc Clure
Un vieux prospecteur d'argent, alcoolique qui vagabonde depuis 40 ans sur la frontière et qui devient, à partir de l'album Le Cavalier perdu, un des plus fidèles compagnons d'aventure de Blueberry. À noter que Jim McClure est représenté en train de jouer au poker avec Blueberry à la dernière vignette de « Tonnerre sur la Sierra », dans la série La Jeunesse de Blueberry tome 3 (Cavalier Bleu) donc bien avant leur rencontre officielle. Une pirouette chronologique de Gir.

##### Red Neck Wooley
Également beaucoup plus âgé que Blueberry, coureur de piste et éclaireur pour l'armée que Blueberry rencontre dans Le Cheval de fer. Avec son complice Mc Clure, ils forment un duo haut en couleur et deviennent des personnages récurrents de la série principale.

##### Cochise
Chef Apache respecté, Cochise devient un allié de Blueberry dans ses efforts pour éviter une guerre entre les Amérindiens et l’armée américaine. Leur collaboration est basée sur le respect mutuel et une compréhension commune des enjeux politiques et militaires de l’Ouest.

#### Les femmes

##### Harriet Tucker
Évoquée rapidement en début de la série La Jeunesse, Harriet Tucker est la première relation de Blueberry quand il était sudiste mais il est accusé d'avoir tué le père d'Harriet et devra prendre la fuite.

##### Muriel Dickson
Fille du colonel Dickson qui commande Fort Navajo. Blueberry est en rivalité amoureuse mais amicale avec son ami le lieutenant Graig. Elle est présente dans les quatre premiers volumes du cycle des guerres indiennes. Elle a un fort penchant pour Blueberry (voir la planche 15 de « Le Cavalier perdu ») mais n'apparaît plus du tout dans « La Piste des Navajos ». On peut penser qu'elle se mariera finalement avec le lieutenant Graig tandis que Blueberry repart vers d'autres aventures.

##### Katie Marsh
Institutrice rebelle dans L'Homme à l'étoile d'argent, elle fait partie des rares habitants qui refusent l'emprise du clan Bass sur la ville. Elle aide Blueberry à pacifier la ville, même s'il la traite avec peu d'égards. L’album finit sur une déclaration : « Je t'attendrai », qui n'a pas eu de suite.

##### Chihuahua Pearl
Aventurière décidée, intelligente et sans scrupule, sachant jouer des atouts de sa féminité, son objectif est de faire fortune à n'importe quel prix. Elle est le seul amour de Blueberry, qui pourtant la laissera partir pour épouser un riche homme d'affaires. C'est aussi ce personnage qui marque une révolution dans la série : à la page 22 de l'album Arizona Love (paru en 1990) apparaît le premier nu des aventures de Blueberry. Chihuahua Pearl vient de passer une nuit d'amour avec l'ex-lieutenant.

##### Chini
Chini est la fille de Cochise. Elle est promise à Vittorio, successeur supposé de Cochise, ce qui provoque les conflits de l'album Nez Cassé. Elle appelle Blueberry « Tsi-Na-Pah » (qui veut dire "nez cassé" en Navajo). Elle veut se marier à Blueberry. Gravement blessée par balles à la fin de l'album, elle se rétablit sur La Longue Marche (qui finit sur une scène de jalousie avec Chihuahua Pearl). Cochise meurt à la fin de La Tribu fantôme et Blueberry quitte Chini et Vittorio.

#### Les ennemis

##### Quanah-N'a-Qu'un-Œil
Quanah alias « Aigle solitaire » est un éclaireur yankee qui trahit Blueberry dans la saga Fort Navajo. Espion au début, il rejoindra le clan Apache et livrera une guerre sans merci à Blueberry.

##### Jethro Steelfingers
Jethro Steelfingers est équipé comme son nom l'indique d'une prothèse de main métallique après avoir perdu la sienne lors d'un combat avec les Indiens. Il manœuvre pour retarder les avancements de chantier via les guerres indiennes. 

##### Général Allister
Corrompu et manipulateur, le général Allister est obsédé par le pouvoir et n’hésite pas à trahir ses propres hommes pour satisfaire ses ambitions personnelles. Il est un antagoniste redoutable, notamment lors des conflits avec les Amérindiens, et réapparaît plus tard dans la série en tant que conspirateur contre le président Ulysses Grant.

##### Angel Face
Un tueur en série sadique et psychopathe avec un visage d'ange. Angel Face est l'un des ennemis les plus redoutables de Blueberry. Il tire plaisir de la violence et de la manipulation, jouant souvent avec ses victimes avant de les éliminer. Ce personnage incarne la perversion totale, à la fois sur le plan moral et physique, et est un adversaire difficile à cerner en raison de son intelligence perverse.

##### Prosit Luckner
Un prospecteur allemand excentrique et machiavélique. Luckner se présente comme un personnage haut en couleur, habile en affaires et en complots. Il est l'antagoniste principal du cycle "l'or de la sierra".

##### Général Kelly
Officier de l'armée américaine, le Général Kelly est un militaire rigide et intransigeant. Opposé à Blueberry, il privilégie l'usage de la force contre les Amérindiens, incarnant une autorité aveugle et inflexible, en contraste avec les méthodes plus nuancées de Blueberry

##### Vigo
Vigo est un militaire mexicain qui conduira Blueberry en cour martiale, accusé du vol des 500 000 $ de "Ballade pour un cercueil".

##### Lopez
Gouverneur de la province mexicaine de Chihuahua, le colonel Lopez apprend l'existence du trésor de la Confédération sudiste qu'est chargé de récupérer Blueberry et tente de le retrouver pour son propre compte.

##### Blake
Blake est un bandit rusé et manipulateur, toujours prêt à trahir pour son propre profit. Ennemi récurrent de Blueberry, il incarne la criminalité organisée dans l’Ouest, utilisant son intelligence pour monter des coups audacieux et éliminer ses rivaux.

### Destins croisés
- Nez Cassé rencontre Pancho Villa en 1913 dans l'album Viva Nez Cassé de la série Les Gringos (Charlier/Vidal/De La Fuente) en 1995.
- On retrouve Jimmy Mc Clure dans la série Buddy Longway en 1982. Derib fait un clin d’œil à l'œuvre de Charlier et Giraud, le temps d'une planche, lorsque Buddy rencontre Mc Clure en pleine forêt dans le 11e album (La Vengeance).
- On peut voir Blueberry et son compagnon Jimmy Mc Clure à la planche 17 du tome 13 de Durango : Sans pitié, de Yves Swolfs, en 1998

## Historique

### Blueberry
En 1963, Jean-Michel Charlier cherche un dessinateur pour un western à paraître dans Pilote et en parle à Jijé — parce qu'il dessinait Jerry Spring — qui propose à son assistant Jean Giraud d'en devenir l’illustrateur. La première aventure de Blueberry est publiée le 31 octobre 1963 dans Pilote, intitulée Fort Navajo.

### La Jeunesse de Blueberry
En 1968, les auteurs entreprennent de raconter la jeunesse du héros durant la guerre de Sécession. Ces pages sont publiées dans Super Pocket Pilote sous forme de récits complets et racontent comment le héros a obtenu son nom inhabituel (il a prétendu s'appeler ainsi quand il a quitté les États confédérés d'Amérique pour rejoindre l'Union). Jean Giraud se détache ensuite de cette série parallèle, qui est reprise graphiquement par Colin Wilson, puis par Michel Blanc-Dumont.
Lorsque Jean-Michel Charlier meurt le 10 juillet 1989, c'est François Corteggiani qui poursuit le scénario de La Jeunesse de Blueberry.

### Marshal Blueberry
En 1991, alors que la série principale est arrêtée par la mort de Jean-Michel Charlier, Jean Giraud crée une série parallèle, dont il écrit le scénario et confie le dessin à William Vance, Marshal Blueberry, qui prend pour cadre l’année 1868 et s’intercale ainsi entre les cycles du Cheval de fer et de L’Or de la Sierra de la série principale.
La série connaît trois tomes. Jean Giraud est assisté au scénario par Thierry Smolderen pour le tome 2. Le dernier tome est dessiné par Michel Rouge après l'abandon « inexpliqué » de Vance.

### Mister Blueberry
Après cinq années sans nouvelle publication, Jean Giraud relance la série principale en 1995 et entame un nouveau cycle dont il assure le scénario et le dessin. Blueberry ayant quitté l'armée et étant installé dans la vie civile, la série est dorénavant intitulée Mister Blueberry .

### Blueberry 1900
Un autre projet de série parallèle, sous-titré Blueberry 1900, et mettant en scène un Mike Blueberry plus âgé, est élaboré par Jean Giraud, qui souhaite en écrire le scénario et en confier le dessin à François Boucq. Il s'agit d'un projet défini par Giraud comme « très libre et fort transgressif par rapport à la première image de Mike », avec l'utilisation du rapport à la magie qu'entretenaient les Indiens, une immersion « dans la sociologie indienne, comme pour Danse avec les loups, en remettant à plat notre vision matérialiste du monde, et en explicitant le choc de cultures qui s’est déroulé ».
Ce projet est rejeté par Philippe Charlier, fils et ayant droit de Jean-Michel Charlier, qui n'a pas accepté la trame du récit impliquant l'utilisation de drogues par Blueberry et l'existence de sciences occultes, telles que le chamanisme,,.
En 2008, Jean Giraud déclare, dans une interview accordée au site Actua BD, qu'il n'a pas abandonné l'idée de Blueberry 1900 mais ce projet ne se réalise pas.

### Une aventure du lieutenant Blueberry
Sous l'impulsion de l'éditeur, Joann Sfar et Christophe Blain reprennent le personnage pour un diptyque dont le premier tome, Amertume Apache, est publié à la fin de l'année 2019. L'album fait partie de la sélection officielle du Festival d'Angoulême 2020. Le second tome, annoncé à la dernière case de l'album, s'intitulera Les Hommes de non-justice.

## Dessin
Sur quatre décennies, le dessin de Giraud a beaucoup évolué. Proche de Jijé dont il a fait la rencontre en 1958, initialement Gir adopte comme lui un dessin rapide et minimal, centré sur l'action. Sur les premiers albums, le second plan est simplifié et l'arrière plan est presque absent. Par contre, on retrouve dès cette époque une grosse présence d'aplats noirs. Les cases respectent encore les dispositions classiques. La coloration psychédélique initiale (violets/verts…) sera revue dans les éditions ultérieures pour revenir à une coloration plus classique à base de bruns.
Au fur et à mesure des albums, les détails et les matières sont de plus en plus précises, les noirs plus présents. Le premier gros virage est « L'Homme à l'étoile d'argent » qui se rapproche de la forme définitive (même si des arrière-plans restent encore vides).
Progressivement, Gir va utiliser les hachures pour représenter les reliefs, les textures mais aussi les visages, notamment à partir de la série « Cheval de fer ». On trouve aussi à partir de là de plus en plus de ruptures dans le découpage en vignettes, initialement académique, pour s'adapter à la mise en scène voulue par Gir.
Le diptyque de l'Allemand (« La Mine de l'Allemand perdu » / « Le Spectre aux balles d'or ») marque un sommet graphique de la série avec notamment la représentation des animaux, des espaces et des personnages,.

## Analyse
Blueberry se signale par un ton réaliste et volontiers sombre, souvent accompagné d'une grande violence. Toutefois cette caractéristique ne date pas de sa création en 1963 : ce n'est qu'à partir de 1968 que l'application de la loi du 16 juillet 1949 sur les publications destinées à la jeunesse commence à s'assouplir et que les auteurs peuvent alors donner libre cours à leur imagination sans craindre le soupçon de dévoyer moralement leurs jeunes lecteurs.
La trilogie Marshal Blueberry, quant à elle, doit plus au style des westerns de Sergio Leone, Sergio Corbucci ou Sam Peckinpah qu'au classicisme de Jean-Michel Charlier. Mais on retrouve aussi cette influence, au niveau du cadrage des dessins, notamment des gros plans sur les visages, dans la série classique du diptyque de l'Allemand (1969 et 1970 en prépublication dans Pilote).

## Postérité

### Accueil critique
Blueberry est une série importante de l'histoire de la bande dessinée, une éclatante réussite dans le genre western. Le dessin de Jean Giraud a rapidement acquis une grande maturité. Allié aux scénarios particulièrement riches de Jean-Michel Charlier, ce graphisme fait de Blueberry une des plus belles réussites de la bande dessinée réaliste franco-belge. Son succès n'a cessé de s'affirmer au cours des années. Remarquée pour son modernisme, cette série renouvelle le traitement du western en faisant de Blueberry un des premiers antihéros de la bande dessinée. Le style graphique de Jean Giraud témoigne d'un admirable sens de l'espace, du cadrage et de l'enchaînement des cases au service de la composition des planches.

### Influences
Le style graphique de Jean Giraud influence celui d'un grand nombre d'auteurs de bandes dessinées western. Cette influence est perceptible dans les œuvres de Christian Rossi (Jim Cutlass, Le Chariot de Thespis, W.E.S.T.), d'Hermann (Comanche), de Michel Blanc-Dumont (Jonathan Cartland). Elle se montre avec plus d'ostentation dans les œuvres de Colin Wilson (Nevada), de Michel Rouge (qui a collaboré avec Giraud sur l'album La Longue Marche), d'Yves Swolfs (Durango) et de Thierry Girod (Wanted, Durango).

## Publications

### Périodiques
Blueberry
- Pilote (1963-1973) : prépublication des tomes 1 à 16 (sous le titre Fort Navajo jusqu'au tome 4, puis Blueberry).
- Tintin (1975) : prépublication du tome 17.
- Métal hurlant (1979) : prépublication du tome 18.
- Super As (1979-1980) : prépublication des tomes 18 et 19.
- L'Écho des savanes (1981) : prépublication du tome 20.
- Spirou (1983) : prépublication du tome 21.
- BoDoï (1999) : prépublication du tome 26.

La Jeunesse de Blueberry
- Super Pocket Pilote (récits complets)
  1. Tonnerre sur la sierra, 14 p., no 1 (1968)
  2. Le Secret de Blueberry, 16 p., no 2 (1968)
  3. Le Pont de Chattanooga, 16 p., no 3 (1969)
  4. 3000 mustangs, 16 p., no 4 (1969)
  5. Chevauchée vers la mort, 16 p., no 5 (1969)
  6. Chasse à l’homme, 16 p., no 6 (1969)
  7. Private M.S. Blueberry, 16 p., no 7 (1970)
  8. Double jeu, 16 p., no 9 (1970)

### Albums

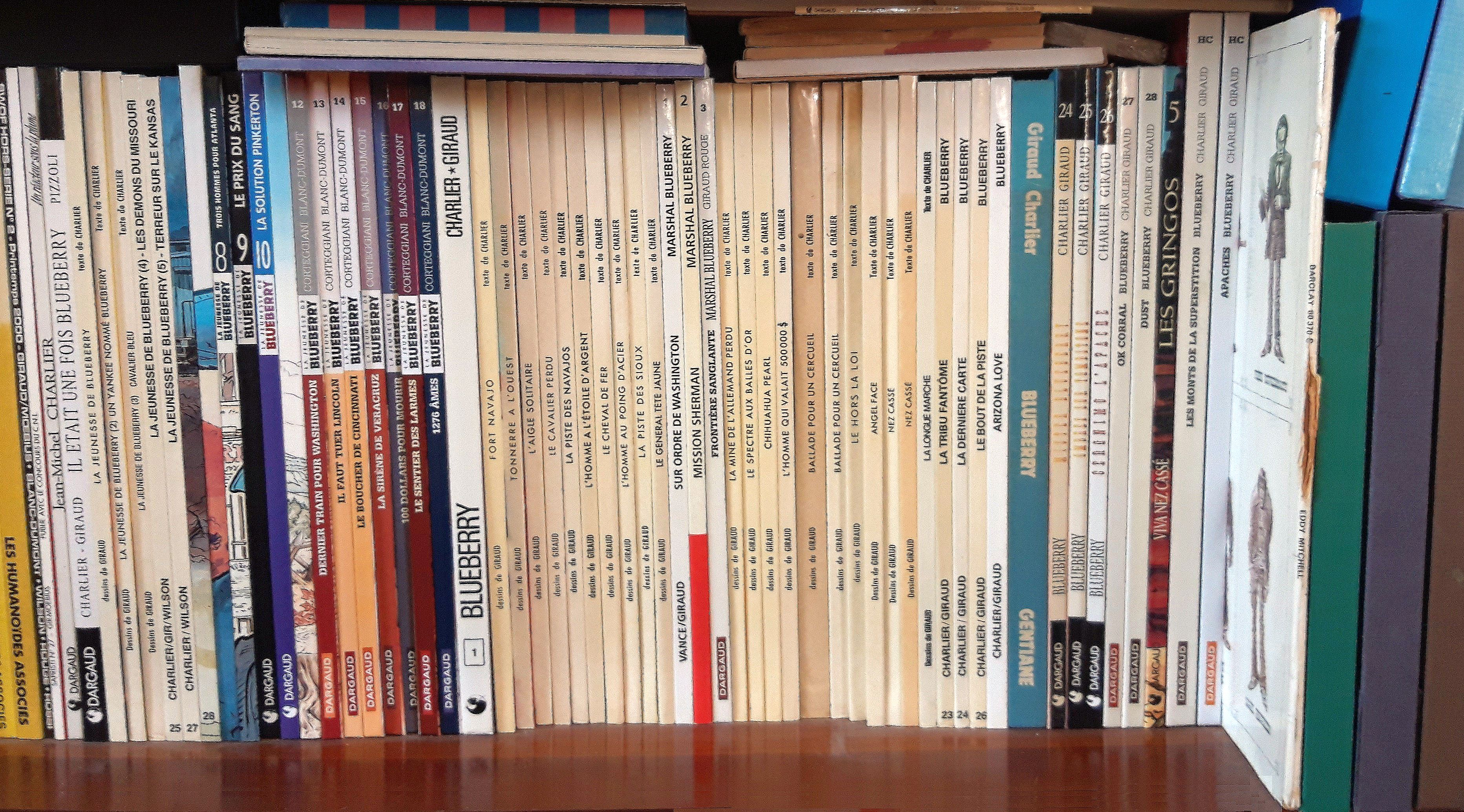
La saga Blueberry.

Les aventures de Blueberry sont relatées dans quatre séries d'albums : les séries principales Blueberry puis Mister Blueberry, et deux séries dérivées La Jeunesse de Blueberry et Marshal Blueberry. S'y ajoute le diptyque réalisé hors série par Christophe Blain et Joann Sfar publié sous l'intitulé Une aventure du lieutenant Blueberry.

### La Jeunesse de Blueberry(1861-1864)
Cette série, qui regroupe de nombreux cycles, relate les jeunes années du lieutenant Blueberry, avant et surtout pendant la Guerre Civile américaine, alors qu'il s'est engagé dans les armées de l'Union. Les albums ont été publiés chez plusieurs éditeurs successifs : Dargaud, Novedi et Alpen Publishers. Dupuis a réédité trois tomes (Les Démons du Missouri, Terreur sur le Kansas et La Poursuite impitoyable) dans la collection « Repérages » ; l'éditeur historique de La Jeunesse de Blueberry, Dargaud, a finalement regroupé et réédité l'ensemble des albums en 2003. Les trois premiers tomes étaient à l'origine inclus dans la série principale (et numérotés respectivement 17, 19 et 20).
Cycle Traître au Sud
- 1 La Jeunesse de Blueberry, Dargaud, Bruxelles, 1975
Scénario : Jean-Michel Charlier - Dessin : Jean Giraud
- 2 Un Yankee nommé Blueberry, Dargaud, Bruxelles, 1978
Scénario : Jean-Michel Charlier - Dessin : Jean Giraud
- 3 Cavalier bleu, Dargaud, Bruxelles, 1979
Scénario : Jean-Michel Charlier - Dessin : Jean Giraud

Cycle Quantrill
- 4 Les Démons du Missouri, Novedi, 1985
Scénario : Jean-Michel Charlier - Dessin : Colin Wilson - Couleurs : Janet Gale
- 5 Terreur sur le Kansas, Novedi, 1987
Scénario : Jean-Michel Charlier - Dessin : Colin Wilson - Couleurs : Janet Gale

Cycle ferroviaire
- 6 Le Raid infernal, Novedi, 1990
Scénario : Jean-Michel Charlier, François Corteggiani - Dessin : Colin Wilson - Couleurs : Janet Gale
- 7 La Poursuite impitoyable, Novedi, 1992
Scénario : François Corteggiani - Dessin : Colin Wilson - Couleurs : Janet Gale

Cycle Atlanta
- 8 Trois hommes pour Atlanta, Alpen Publishers, 1993
Scénario : François Corteggiani - Dessin : Colin Wilson - Couleurs : Janet Gale
- 9 Le Prix du sang, Dargaud, Bruxelles, 1994
Scénario : François Corteggiani - Dessin : Colin Wilson - Couleurs : Janet Gale

Cycle Complots
- 10 La Solution Pinkerton, Dargaud, Bruxelles, 1998
Scénario : François Corteggiani - Dessin : Michel Blanc-Dumont - Couleurs : Claudine Blanc-Dumont
- 11 La Piste des maudits, Dargaud, Bruxelles, 2000
Scénario : François Corteggiani - Dessin : Michel Blanc-Dumont - Couleurs : Claudine Blanc-Dumont
- 12 Dernier train pour Washington, Dargaud, Bruxelles, 2001
Scénario : François Corteggiani - Dessin : Michel Blanc-Dumont - Couleurs : Claudine Blanc-Dumont
- 13 Il faut tuer Lincoln, Dargaud, Bruxelles, 2003
Scénario : François Corteggiani - Dessin : Michel Blanc-Dumont - Couleurs : Claudine Blanc-Dumont

Cycle Complots II
- 14 Le Boucher de Cincinnati, Dargaud, Bruxelles, 2005
Scénario : François Corteggiani - Dessin : Michel Blanc-Dumont - Couleurs : Claudine Blanc-Dumont
- 15 La Sirène de Veracruz, Dargaud, Bruxelles, 2006
Scénario : François Corteggiani - Dessin : Michel Blanc-Dumont - Couleurs : Claudine Blanc-Dumont

Cycle rothschildien
- 16 100 dollars pour mourir, Dargaud, Bruxelles, 2007
Scénario : François Corteggiani - Dessin : Michel Blanc-Dumont - Couleurs : Claudine Blanc-Dumont
- 17 Le Sentier des larmes, Dargaud, Bruxelles, 2008
Scénario : François Corteggiani - Dessin : Michel Blanc-Dumont - Couleurs : Claudine Blanc-Dumont

Cycle Rédemption
- 18 1276 âmes, Dargaud, Bruxelles, 2009
Scénario : François Corteggiani - Dessin : Michel Blanc-Dumont - Couleurs : Claudine Blanc-Dumont
- 19 Rédemption, Dargaud, Bruxelles, 2010
Scénario : François Corteggiani - Dessin : Michel Blanc-Dumont - Couleurs : Claudine Blanc-Dumont
- 20 Gettysburg, Dargaud, Bruxelles, 2012
Scénario : François Corteggiani - Dessin : Michel Blanc-Dumont - Couleurs : Claudine Blanc-Dumont
- 21 Le Convoi des bannis, Dargaud, Bruxelles, 2015
Scénario : François Corteggiani - Dessin : Michel Blanc-Dumont - Couleurs : Jocelyne Etter-Charrance

### Blueberry(1867-1872)
La série a été publiée chez plusieurs éditeurs successifs : Dargaud, Fleurus en France et EDI-3 en Belgique, Hachette, Novedi, Alpen Publishers. Dupuis a réédité les quatre tomes à partir de La Longue Marche dans la collection « Repérages » en 1992 ; l'éditeur historique de Blueberry, Dargaud, a finalement regroupé et réédité l’ensemble des albums en 2003. Les trois premiers tomes de La Jeunesse de Blueberry étaient à l'origine inclus dans la série principale (et numérotés respectivement 17, 19 et 20), ce qui a entraîné la renumérotation des tomes à partir du no 17. Blueberry a aussi été repris en petit format dans sa propre revue aux Éditions Presses Internationales (EPI) le temps de quatre numéros (1982-1983).
Lors de la réédition des albums en 2004, l'éditeur ajoute en préface un dossier de quatre pages présentant la série en la découpant en plusieurs cycles qui sont repris ci-dessous.
Cycle Fort Navajo - Les Premières Guerres indiennes
- 1 Fort Navajo, Dargaud, Bruxelles, 1965
Scénario : Jean-Michel Charlier - Dessin : Jean Giraud - Couleurs : Claude Poppée, Claudine Blanc-Dumont (re 1993)
- 2 Tonnerre à l'ouest, Dargaud, Bruxelles, 1966
Scénario : Jean-Michel Charlier - Dessin : Jean Giraud et Jijé (planches 28 à 36) - Couleurs : Claude Poppée, Claudine Blanc-Dumont (re 1994)
- 3 L’Aigle solitaire, Dargaud, Bruxelles, 1967
Scénario : Jean-Michel Charlier - Dessin : Jean Giraud - Couleurs : Claude Poppée, Claudine Blanc-Dumont (re 1994)
- 4 Le Cavalier perdu, Dargaud, Bruxelles, 1968
Scénario : Jean-Michel Charlier - Dessin : Jean Giraud et Jijé (planches 17 à 38) - Couleurs : Claude Poppée, Claudine Blanc-Dumont (re 1994)
- 5 La Piste des Navajos, Dargaud, Bruxelles, 1968
Scénario : Jean-Michel Charlier - Dessin et couleurs : Jean Giraud

Le Premier Retour à la vie civile
- 6 L'Homme à l'étoile d'argent, Dargaud, Bruxelles, 1969
Scénario : Jean-Michel Charlier - Dessin : Jean Giraud

Cycle Cheval de fer - Les Secondes Guerres indiennes
- 7 Le Cheval de fer, Dargaud, Bruxelles, 1970
Scénario : Jean-Michel Charlier - Dessin : Jean Giraud - Couleurs : Jean Giraud
- 8 L'Homme au poing d'acier, Dargaud, Bruxelles, 1970
Scénario : Jean-Michel Charlier - Dessin : Jean Giraud
- 9 La Piste des Sioux, Dargaud, Bruxelles, 1971
Scénario : Jean-Michel Charlier - Dessin : Jean Giraud
- 10 Général “Tête Jaune”, Dargaud, Bruxelles, 1971
Scénario : Jean-Michel Charlier - Dessin : Jean Giraud

Cycle L'Or de la sierra
- 11 La Mine de l'Allemand perdu, Dargaud, Bruxelles, 1972
Scénario : Jean-Michel Charlier - Dessin : Jean Giraud - Couleurs : Jean Giraud
- 12 Le Spectre aux balles d'or, Dargaud, Bruxelles, 1972
Scénario : Jean-Michel Charlier - Dessin : Jean Giraud - Couleurs : Évelyne Tranlé

Cycle Chihuahua Pearl - Le Trésor des Confédérés
- 13 Chihuahua Pearl, Dargaud, Bruxelles, 1973
Scénario : Jean-Michel Charlier - Dessin : Jean Giraud - Couleurs : Évelyne Tranlé
- 14 L'Homme qui valait 500 000 $, Dargaud, Bruxelles, 1973
Scénario : Jean-Michel Charlier - Dessin et couleurs : Jean Giraud
- 15 Ballade pour un cercueil, Dargaud, Bruxelles, 1974
Scénario : Jean-Michel Charlier - Dessin : Jean Giraud

Cycle Premier complot - La Déchéance de Blueberry
- 16 Le Hors-la-loi, Dargaud, Bruxelles, 1974
Scénario : Jean-Michel Charlier - Dessin : Jean Giraud - Couleurs : Jean Giraud
- 17 Angel Face, Dargaud, Bruxelles, 1975
Scénario : Jean-Michel Charlier - Dessin : Jean Giraud

Cycle Second complot - Le Crépuscule de la nation Apache et la réhabilitation de Blueberry
- 18 Nez Cassé, Dargaud, Bruxelles, 1980
Scénario : Jean-Michel Charlier - Dessin : Jean Giraud - Couleurs : Évelyne Tranlé
- 19 La Longue Marche, Fleurus, 1980
Scénario : Jean-Michel Charlier - Dessin : Jean Giraud - Couleurs : Évelyne Tranlé
- 20 La Tribu fantôme, Hachette, 1982
Scénario : Jean-Michel Charlier - Dessin et couleurs : Jean Giraud
- 21 La Dernière Carte, Hachette, 1983
Scénario : Jean-Michel Charlier - Dessin : Jean Giraud - Couleurs : Fraisic Marot
- 22 Le Bout de la piste, Novedi, 1986
Scénario : Jean-Michel Charlier - Dessin : Jean Giraud - Couleurs : Janet Gale

Le Second Retour à la vie civile
- 23 Arizona Love, Alpen Publishers, 1990
Scénario : Jean-Michel Charlier, Jean Giraud - Dessin : Jean Giraud - Couleurs : Florence Breton

### Mister Blueberry(1881)
À partir du volume 24, la série change de titre et c'est Jean Giraud seul qui, à la suite du décès de Jean-Michel Charlier, écrit les scénarios.
- 24 Mister Blueberry, Dargaud, Bruxelles, 1995
Scénario et dessin : Jean Giraud - Couleurs : Florence Breton
- 25 Ombres sur Tombstone, Dargaud, Bruxelles, 1997
Scénario et dessin : Jean Giraud - Couleurs : Florence Breton
- 26 Geronimo l'Apache, Dargaud, Bruxelles, 1999
Scénario et dessin : Jean Giraud - Couleurs : Florence Breton
- 27 OK Corral, Dargaud, Bruxelles, 2003
Scénario et dessin : Jean Giraud - Couleurs : Claire Champeval, Jean Giraud
- 28 Dust, Dargaud, Bruxelles, 2005
Scénario et dessin : Jean Giraud - Couleurs : Jean Giraud, Scarlett Smulkowski
- HS Apaches[note 8], Dargaud, Bruxelles, 2007
Scénario et dessin : Jean Giraud - Couleurs : Florence Breton

### Marshal Blueberry(1868)
Les albums publiés chez Alpen ont été réédités chez Dargaud.
- 1 Sur ordre de Washington, Alpen Publishers, 1991
Scénario : Jean Giraud - Dessin : William Vance - Couleurs : Petra
- 2 Mission Sherman, Alpen Publishers, 1993
Scénario : Jean Giraud, Thierry Smolderen - Dessin : William Vance - Couleurs : Petra
- 3 Frontière sanglante[20], Dargaud, Bruxelles, 2000
Scénario : Jean Giraud - Dessin : Michel Rouge - Couleurs : Scarlett Smulkowski

### Une aventure du lieutenant Blueberry(1867-1868)
- HS 1 Amertume Apache, Dargaud, Bruxelles, 2019
Scénario : Joann Sfar, Christophe Blain - Dessin et couleurs : Christophe Blain
- HS 2 Les Hommes de non-justice, Dargaud, Bruxelles, annoncé
Scénario : Joann Sfar, Christophe Blain - Dessin et couleurs : Christophe Blain

### Éditions intégrales

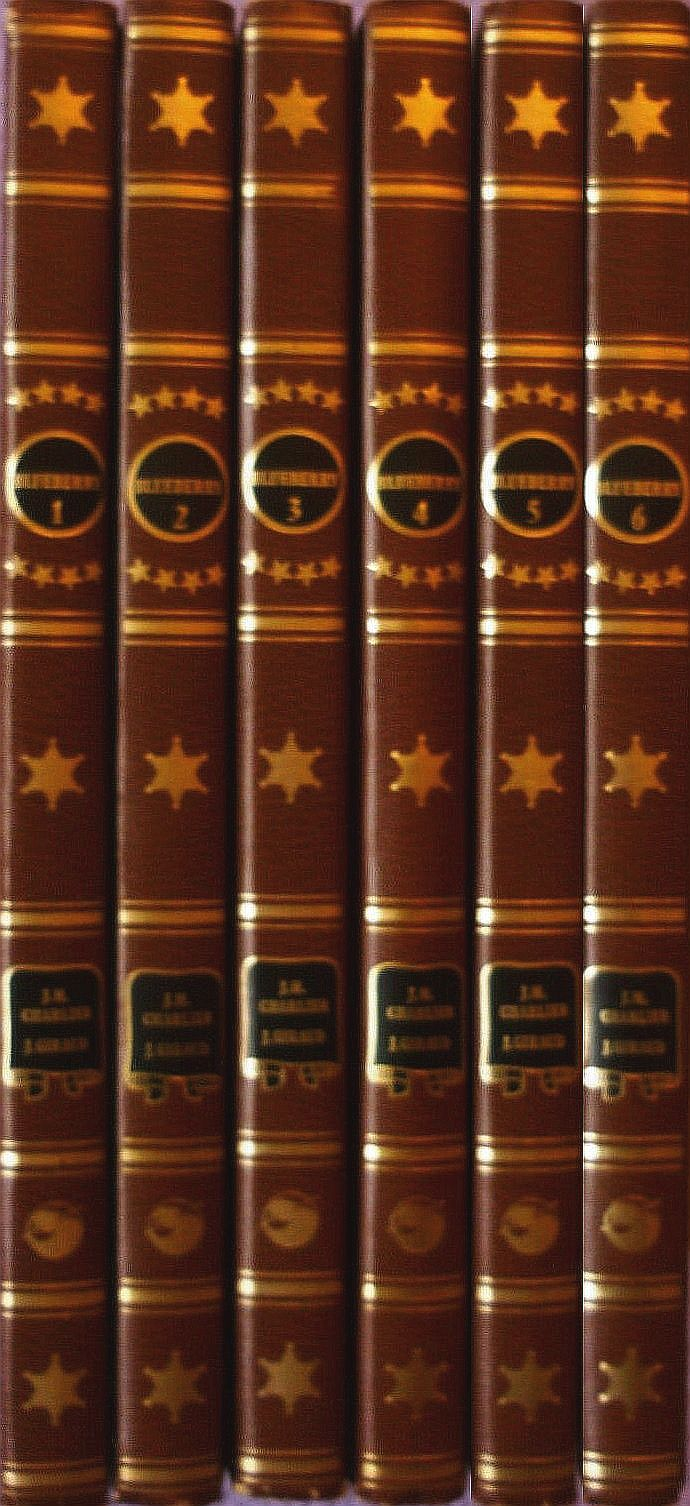
Blueberry chez Rombaldi.

- Les aventures de Blueberry, édition de luxe (reliure dorée simili cuir) en six volumes (les 21 albums parus de la série principale + les trois albums parus de la Jeunesse de Blueberry), vendue par correspondance, Rombaldi, 1983-1984
- Blueberry (collection omnibus), un seul volume paru (contenant les 3 premiers albums de la série principale), Dargaud, 1988
- Blueberry : l'intégrale (collection anthology), en noir et blanc au format roman, un seul volume paru (contenant les 4 premiers albums de la série principale), Niffle, 2002[21]

- Les Monts de la superstition, réunissant les tomes 11 et 12 (qui on inspiré le scénario du film), à l'occasion de la sortie de Blueberry, l'expérience secrète, Dargaud, 2003

- Dargaud réédite en 2009, en partenariat avec l'hebdomadaire belge Le Soir, les 28 tomes de la série principale en 15 volumes toilés, avec carnet de croquis dans les huitième et quinzième volumes[22].

- Hachette réédite l'intégralité des séries entre août 2013 et janvier 2014, soit 52 numéros (les 28 tomes de la série originale + Apaches ; les vingt premiers tomes de la Jeunesse de Blueberry et les trois tomes de Marshal Blueberry), chacun avec un dossier en supplément, dans un ordre de parution parfois déroutant (L'Homme à l'étoile d'argent étant sorti après Le Cheval de fer), les quatre premiers tomes étant publiés avec les nouvelles couleurs réalisées par Claudine Blanc-Dumont en 1993 et 1994[23].

- Blueberry : l'intégrale, en neuf volumes (contenant les 28 tomes de la série principale), reproduisant les films d'origine[24]. L'agencement des pages reprend celui de la prépublication dans Pilote, Super As, Métal Hurlant, l'Écho des Savanes et Spirou. (Les pages de rédactionnel présentent des dessins rares ou inédits, ainsi que les comparaisons entre les planches prépubliées et leur version modifiée dans l'album)[25], Dargaud, 2012-2019
- Blueberry : l'intégrale, (un volume contenant les 28 tomes de la série principale sous coffret), Dargaud, 2014
- Marshal Blueberry : l'intégrale (un volume contenant les trois tomes du cycle), Dargaud, 2017

- Altaya réédite l'intégralité des séries à partir d'août 2021, soit 55 numéros (les 28 tomes de la série originale + Apaches, les 21 tomes de la Jeunesse de Blueberry, les trois tomes de Marshal Blueberry ainsi que la monographie Il était une fois Blueberry en deux tomes), chacun avec un dossier de huit pages en supplément [26].

## Adaptations

### Cinéma
- 2004 : Blueberry, l'expérience secrète de Jan Kounen, adaptation libre des albums La Mine de l'Allemand perdu et Le Spectre aux balles d'or.

Philippe Charlier, fils et ayant droit de Jean-Michel Charlier, qui n'a pas accepté la trame du récit impliquant l'utilisation de drogues par Blueberry et l'existence de sciences occultes, telles que le chamanisme, a désavoué le film et fait retirer le nom de son père du générique.

### Télévision/vidéo
- Blueberry, réalisateur Christophe Heili (27 min), octobre 1994, production : Canal+/TVCF (Cendranes Films)
- Giraud - Mœbius, réalisateur Jean-Louis Martin-Barbaz (26 min), 1996, production : 8 Mont Blanc/Cendranes Films/Les Films Grain de Sable
- Jean-Michel Charlier, réalisateur Jean-Pierre Delvalle (26 min), 1997, production : Atelier Multimédia, collection « Portrait d'Auteur », pour le CNBDI d'Angoulême (VHS)

### Musique
- La Ballade de Blueberry par Belkaïd Chakir, éd. Pronéa, 1997 (12 morceaux), pochette dessinée par Jean Giraud[27].
- Blueberry instrumental par Marcel Dadi, 1973.
- Le rappeur réunionnais Max Steel fait référence à Blueberry dans son morceau $500 Reward, 2018.

### Sources

#### Livres
- Arnaud de la Croix, Blueberry une légende de l'ouest, Points images, 2007

- Daniel Pizzoli, Il était une fois Blueberry : Charlier, Giraud, Paris/Barcelone/Bruxelles etc., Dargaud Benelux, 1995, 96 p. (ISBN 2-205-04478-8)
- Numa Sadoul, « de docteur Gir… », dans Mister Mœbius et docteur Gir, Albin Michel, 1976 (ISBN 2226002669), p. 25-52.
- Philippe Bronson, « Giraud, Jean », dans Guide de la bande dessinée, Temps futurs, 1984 (ISBN 2866070488), p. 97-98.
- Marjorie Alessandrini (dir.), « Giraud Jean », dans Encyclopédie des bandes dessinées, Éditions Albin Michel, 1986 (ISBN 2226007016), p. 115-116.
- Patrick Gaumer, Claude Moliterni, « Blueberry », dans Dictionnaire mondial de la bande dessinée, Larousse, 1994 (ISBN 2035235103), p. 76-77.
- Paul Gravett (dir.), « De 1970 à 1989 : La Mine de l'Allemand perdu / Le Spectre aux balles d'or », dans Les 1001 BD qu'il faut avoir lues dans sa vie, Flammarion, 2012 (ISBN 2081277735), p. 329.

#### Revues
- Jean-Yves Brouard, « Aux sources de Blueberry… », Casemate, no Hors série 3,‎ avril 2012, p. 50-61.
- Christophe Blain (int.) et Frédéric Bosser, « Just call me B...lain », dBD, no 139,‎ décembre 2019 - janvier 2020, p. 30-35.
- Joann Sfar (int.), Christophe Blain (int.) et Jean-Pierre Fueri, Frédéric Vidal, « Blueberry piégé », Casemate, no 131,‎ décembre 2019, p. 50-61.

#### Internet
- Philippe Tomblaine, « Marshal Blueberry : l’Intégrale par William Vance, Michel Rouge, Jean Giraud et Thierry Smolderen », sur BDZoom, 21 décembre 2017.